# Djurgårdsbrunnsviken
59°19′52″N 18°06′32″Ø / 59.33111°N 18.10889°Ø
Djurgårdsbrunnsviken er en vig af Saltsjön i Sveriges hovedstad, Stockholm.
Den strækker sig fra Ladugårdslandsviken mellem bydelene Östermalm og Djurgården og fortsætter i  Djurgårdsbrunnskanalen. Vigen er 2 km lang og op til 380 meter bred, og vil man gå rundt om vigen, er turen ca. 4,8 km.
Under Sommer-OL 1912 blev Djurgårdsbrunnsviken brugt som arena for de olympiske svømmekonkurrencer.
I 1930 arrangeredes Stockholmdudstillingen ved Djurgårdsbrunnsvikens nordlige bred, og der blev bygget en gangbro over til sydsiden, omtrent der hvor Tekniska museet nu ligger.